# Фёдоров, Борис Алексеевич
Бори́с Алексе́евич Фёдоров (1915, Тамбов — 1944, Елгава) — Герой Советского Союза.

## Биография
Борис Алексеевич Фёдоров родился в городе Тамбове в 1915 году. Окончил школу № 6. После школы работал слесарем, а затем машинистом на Тамбовской горэлектростанции. Член ВКП(б).
Службу в армии начал с 1933 года. Во время Великой Отечественной войны был командиром батальона 7-й гвардейской механизированной бригады. Капитан Борис Федоров во время боевых действий был трижды ранен и контужен. Во время освобождения латвийского города Елгава в 1944 году Федоров был смертельно ранен.
За героизм, проявленный в боях при освобождении городов Шяуляй (Литва) и Елагвы (Латвия), ему было посмертно присвоено звание Героя Советского Союза.
Погиб в уличном бою в Елгаве.

## Награды
- Медаль «Золотая Звезда»;
- орден Суворова III степени;
- орден Александра Невского;
- медали.

## Память
- Одна из улиц Октябрьского района города Тамбова носит его имя.
- На здании лицея № 6 по улице Советской, 89, где учился Борис Фёдоров, установлена мемориальная доска.